# Café associatif
 (mai 2020).
Si vous disposez d'ouvrages ou d'articles de référence ou si vous connaissez des sites web de qualité traitant du thème abordé ici, merci de compléter l'article en donnant les références utiles à sa vérifiabilité et en les liant à la section « Notes et références ».
 (mai 2020).
Un café associatif est un café sans but lucratif, organisé pour être un lieu de vie, de rencontres, de convivialité et de créativité.

## Description
Il existe aujourd'hui des cafés associatifs dans un certain nombre de pays, dont la France.
Un café associatif peut être aussi appelé « bar associatif », « café associatif et culturel », « café culturel », « café-lecture », « café littéraire », « café-librairie », « café solidaire », « café des enfants », « Café associatif artistique », etc. Certains établissements fonctionnant exactement comme des cafés associatifs sont déclarés en qualité de « salon de thé associatif ».
Il peut arriver qu'un établissement commercial classique prenne, par exemple, le nom de « café – ou bar – littéraire » ou « café culturel ». Il faudra donc aller au-delà du nom et s'informer à quel type précis de lieu on a affaire, et s'il s'agit bien d'un café associatif. En Grande-Bretagne et aux États-Unis, les cafés associatifs s'appellent en anglais des community cafés.
Certains cafés associatifs ont été créés en continuité d'un café classique qui allait fermer et disparaître ou avait disparu, comme le dernier café du village de Tousson. Son origine remonte au XIIIe siècle. En 1981, après avoir  été fermé durant un an, il est devenu La Tête des Trains, café-musique associatif géré par l'équipe du Foyer rural et ouvert quinze heures par semaine. En mai 2013, à Saint-Aubin-du-Cormier, ayant l'intention de cesser son activité, le propriétaire du commerce Le Bar d'à Côté lance lui-même le projet d'assurer la pérennisation du bar en qualité de bar associatif. L'étant devenu, son nom évoluera, devenant Le Bardac. Le Melting Potes est le premier café associatif de Tarbes, ouvre en 2017 en lieu et place de l'ancien bar Le Capitole fermé depuis trois ans. D'autres cafés associatifs sont créés d'emblée sous la forme associative, comme Le Moulin à Café ou La Commune à Paris.
Les bénévoles jouent un rôle essentiel dans le fonctionnement des cafés associatifs. À ceux-ci il arrive que soient adjoints des salariés employés par les cafés, des stagiaires ou des personnes effectuant un service civique.

### Activités
Les activités des cafés associatifs peuvent être multiples et variées : fêtes, repas à thème, café philo, expositions, vernissages, concerts, bals, dessin, chansons, goguette, karaoké, peinture, photo, vidéo, slam, contes, couture, tricot, crochet, gymnastique, massage, mölkky, tai-chi-chuan, xigong, sophrologie, yoga, théâtre, conférences, lectures, débats, projections de films, jeux d'échecs, jeu de dominos, jeu de fléchettes, origami, jardin partagé, tarots, belote, scrabble, repas en langue des signes ou en langue étrangère, séances de soutien scolaire, cours d'écriture, cours d'informatique, cours de cuisine, cours de salsa, bricolage, réparations de vélos, etc. Ces activités, ponctuelles ou régulières, peuvent être annoncées par des programmes publiés sur Internet, envoyés par mails à une liste de diffusion et/ou reproduits sur papier.

#### Restauration
Certains cafés associatifs font de la restauration, légère ou non. Il peut leur arriver aussi de proposer un repas plus sophistiqué à l'occasion du réveillon de Noël ou de la Saint-Sylvestre. Ils peuvent aussi être en vacances et fermés durant les fêtes de fin d'année. Au café associatif de Coulommiers on[Qui ?] a le droit d'apporter sa gamelle et profiter du lieu pour y déjeuner. Ce qui peut ne pas être le cas dans d'autres cafés associatifs. Au Caféco de Saint-Jean-de-Monts existe un service de gamelles. On[Qui ?] peut, du lundi au samedi à l'heure du déjeuner, apporter sa gamelle et profiter d'un bain-marie pour la réchauffer,.

#### Conseil social
L'aspect social peut directement apparaître dans l'activité d'un café associatif. Ainsi par exemple il peut organiser des permanences juridiques pour informer les adhérents de leurs droits, accueillir en journée durant l'hiver des personnes sans abri, pratiquer des petits prix pour l'adhésion, la restauration, offrir des animations gratuites ou des spectacles payés au chapeau. L'adhésion et les repas au bar associatif Au Comptoir à Bédarieux sont à prix libre. Le Café con Leche, est un café-laverie solidaire ouvert en 2011 au sein de la Résidence La Lutèce à Rueil-Malmaison. On peut simultanément y laver son linge pour un tarif symbolique tout en se retrouvant dans l'espace convivial offert par le café associatif. Il peut aussi arriver quelquefois que pour ses utilisateurs un café associatif n'a d'associatif que le nom. Car le service qu'il fournit, les tarifs, ne diffèrent pas de ceux d'un établissement commercial classique.

#### Liens avec des AMAP et le commerce équitable
Certains cafés associatifs français sont en liens avec des Associations pour le maintien d'une agriculture paysanne (AMAP). C'est le cas, par exemple, du Café de la Pente à Rochefort-en-Terre ou du Moulin à Café à Paris. La distribution des paniers de fruits et légumes se fait dans le café associatif qui peut également éventuellement recevoir des fruits et légumes pour préparer des repas.
Certains cafés associatifs sont également acteurs du commerce équitable : en Seine-et-Marne, C'est déjà ça est membre de la fédération Artisans du Monde. Ces activités mises en place dans les cafés associatifs accompagnent ou impulsent des évolutions des modes de production et de consommation respectueux de l'environnement et des droits humains.

### Logotypes et devises
Les cafés associatifs ont souvent des logos, et parfois des devises. Celle du café associatif d'Avranches est : « Le bonheur est la seule chose qui se double quand on le partage ». Le Café Nicodème à Grenoble, a pour devise : « Une autre façon de consommer ». Le Café Asso de Dammartin-sur-Tigeaux fait suivre son nom par : « Il sera ce que vous en ferez… » La devise de L'Alter Café, café associatif de Velaux est : Citoyen – Solidaire – Engagé. Sur la page d'accueil du site Internet de La Talvera, espace associatif partagé à Bédarieux  où se trouve le bar associatif Au Comptoir, figure une citation de Friedensreich Hundertwasser : « Lorsqu’un seul homme rêve, ce n’est qu’un rêve. Mais si beaucoup d’hommes rêvent ensemble, c’est le début d’une nouvelle réalité. »

### Accès
Les cafés associatifs peuvent être ouverts aux adhérents, ainsi qu'aux non-adhérents de l'association gérant le café, selon le choix fiscal décidé. Ou bien choisir de ne servir que les adhérents qui ont cotisé pour l'année en cours. Cette cotisation reste volontairement d'un niveau modique voire symbolique. C'est le cas en particulier pour les cotisations demandées aux personnes disposant de très faibles revenus. Un mode d'action particulier existe à Coulommiers, au Café Asso... Le Cool Home Yeah... : au prix modique des consommations s'ajoute une adhésion obligatoire à prix libre. Elle permet au nouvel adhérent de soutenir, au choix, un des projets soutenus par l'association AIDEALE organisatrice du café.
Les heures et jours d'ouvertures des cafés associatifs sont fixés en fonction de leurs capacités pour les assumer et aussi des traditions et des habitudes suivies. Ils peuvent être fermés le dimanche. À l'inverse, le Café des Psaumes à Paris, qui est fermé le samedi pour cause de shabbat, est ouvert à tous le dimanche. Le reste de la semaine son entrée est réservé aux personnes du troisième âge. À Lusignan-Petit le café associatif est ouvert juste le dimanche matin dans la salle de la mairie. À Haguenau le café associatif se présente comme une activité de la galerie associative « 3 mois ferme la liberté par l'art », tous les jeudis soir de 17 à 20 heures,.

### Public
Certains cafés associatifs s'adressent particulièrement aux personnes en général en situation de handicap psychique. L'Entre-Temps à Pau « lutte contre l'isolement et cherche à éviter la stigmatisation des personnes en situation de handicap ou de souffrance psychique. » Ce café a été créé à l'initiative du Centre hospitalier des Pyrénées. Sa gestion a été confiée à l'Association d'entraide psychologique et sociale.
D'autres se sont orientés vers l'aide aux aidants par la parole et l'échange d'expérience. C'est le cas des Cafés des aidants créés par Caroline Lamorthe fondatrice de l'Association française des aidants en novembre 2003. Elle met en place ces Cafés des aidants à Paris qui se développent rapidement dans plusieurs départements. L'initiative de « Café des aidants » a reçu en 2019 un prix de IACO (International Alliance of Care associations) en tant qu'une des 4 pratiques les plus innovantes pour les aidants.
À Saint-Nazaire, le  Groupe d’entraide mutuelle « Les Quatre As’ » présente GEM Les Quatre As’ en qualité de « Café associatif à destination des personnes en souffrances psychiques. » Le café associatif Calad'Access ouvert en 2016 au cœur de la ville de Villefranche-sur-Saône a pour devise : « Rencontre, Handicap et Partage ». C'est un lieu d'écoute et de partage autour du handicap. Il cherche à amener un changement du regard de la société sur les personnes en situation de handicap et toute une série d'autres choses concernant les personnes souffrant d'un handicap, leurs proches et leurs aidants.

## Types de cafés associatifs

### Cafés étudiants
Fin décembre 2017, l'ouverture du café associatif Au Terminus des prétentieux, à Colomiers, banlieue de Toulouse, s'accompagne de projets. L'un d'eux va lui aussi dans le sens de l'organisation de l'animation étudiante de la vie de la collectivité : « en échange de logements à loyers modérés, des étudiantes et des étudiants s’investiront dans le quartier en lien avec les habitants, afin de développer le bien-vivre ensemble. »

### Cafés itinérants
Il existe à Toul « Un café itinérant en triporteur pour aller au-devant des habitants ».

### Cafés LGBT
Le café associatif La Palette ouvert en 1996 à Metz se veut être un « Lieu de convivialité LGBT, naturellement ouvert à toutes personnes ‘friendly’ ». Également en 1996 a ouvert dans le 5e arrondissement de Marseille Aux 3 G, bar lesbien associatif.

### Cafés religieux
Le Café Théo, bar associatif chrétien à Montpellier, créé par une association protestante, géré et animé par cinq pasteurs, est un autre cas particulier. À côté d'activités classiques pour un café associatif, il propose des activités « d'éveil spirituel ». Il existe en France au moins encore quatre cafés chrétiens de ce type : L'Ambassade, à Valence, La Fontaine, au Plessis-Robinson, Le Comptoir de Cana, à Lille, et Le Parloir chrétien du Colombier, à Paris. Sur son site Internet, Le Café Nicodème à Grenoble, indique avoir été à l'origine, en 1986, un « centre chrétien de discussion et d'échange », et être progressivement devenu « un lieu ouvert à tous ». Qui a conservé « comme idéal l'attention aux autres et l'écoute. »

## Par pays

### France
En France, en 2015, « le concept de bar associatif reste étranger à un grand nombre de personnes »[pas clair] bien que depuis l'an 2000, plusieurs centaines de ces établissements ont été créés. Certaines villes en comptent à présent plusieurs. Par exemple, début décembre 2017, il en existait au moins vingt-trois à Paris et vingt-deux et bientôt vingt-trois dans sa banlieue, dont un itinérant installé dans un bus à impériale venu de Londres et sillonnant les villages du sud de la Seine-et-Marne,, neuf à Bordeaux, sept à Grenoble, huit à Marseille, sept à Toulouse et trois à Valence[réf. nécessaire].
La création d'un café associatif est entre autres une réponse à la perte du lien social entraîné par la disparition des petits commerces de proximité dans les villes et les campagnes. En 2016, une journaliste de France 3 Pays de la Loire notait que chaque année en France ce sont mille bars qui disparaissent, dont beaucoup en milieu rural. Toujours en 2016, un article de La Dépêche du Midi titrait : « Les bars associatifs, ces derniers bastions du lien social  ».
Dans le même esprit de sauvegarde du lien social qui inspire les cafés associatifs, des initiatives proches existent de nos jours. Par exemple, pour éviter la désertification du centre de Sauxillanges est né fin septembre 2017 L'Alternative, épicerie sans but lucratif, autogérée par des bénévoles. Elle a pris place dans le local de la dernière épicerie du village, qui avait fermé.
La disparition en France du dispositif des contrats aidés, supprimés durant l'été 2017, met en difficultés, voire menace l'existence de nombre de cafés associatifs,.
De nombreux cafés associatifs se rassemblent (82 en juillet 2018)  au sein d'un Réseau des Cafés culturels associatifs dont le siège national est à Clermont-Ferrand en France. Né en 1998, et regroupant à l'origine des « cafés-lecture », ce réseau s'est ouvert en 2009 à tous les « cafés culturels associatifs ». Il s'est doté d'une charte qui fait référence notamment à « l'éducation populaire », « l'économie sociale et solidaire » et « la laïcité ».
Au sein du Réseau des Cafés culturels associatifs existe plusieurs coordinations régionales : Auvergne Rhône-Alpes, Aquitaine, PACA. Une douzaine de cafés associatifs sont réunis dans le Réseau des Cafés associatifs PACA créé en 2013. Il a adopté un manifeste en 2015 qui appelle notamment à  « Prendre du plaisir pour prendre du plaisir !! ». Souligne que dans ces cafés on fait le choix de faire « ensemble autrement » et de «  pratiquer une économie juste et dynamique » pour créer des « richesses au profit du collectif au-delà des échanges monétaires. »